# Энган, Торальф
Торальф Энган (норв. Toralf Engan, род. 1 октября 1936, Мельдал) — норвежский прыгун с трамплина. Олимпийский чемпион 1964 года, чемпион мира, победитель Турне четырёх трамплинов.

## Карьера
В 1955 году Торальф Энган выиграл юниорские соревнования прыгунов на Холменколленских играх в восемнадцатилетнем возрасте. Он не попал в состав олимпийской сборной на Игры в Скво-Вэлли, но сразу после Игр стал вторым в Холменколлене уже в соревновании среди взрослых. В 1961 году единственный раз в карьере стал чемпионом Норвегии.
В 1962 году Энган выиграл 22 старта из 26 в которых участвовал. В том числе он стал сильнейшим на нормальном трамплине в рамках чемпионата мира, который прошёл в польском Закопане. 
На Турне четырёх трамплинов 1962/63 норвежец был близок к тому, чтобы завоевать «Большой шлем». Он выиграл три первых этапа и был главным фаворитом в Бишофсхофене. Однато там норвежец занял лишь четвёртое место, что не помешало ему выиграть общий зачёт Турне.
В 1964 году Олимпийские игры в Инсбруке прошли под знаком соперничества Энгана и финна Вейкко Канкконена. На нормальном трамплине сильнейшим стал финский спортсмен, а спустя 10 дней на большом трамплине Энган смог взять реванш и стать олимпийским чемпионом. После первого прыжка он проигрывал Канкконену 4 балла, но после второй попытки вышел в лидеры. Третья попытка оказалась для норвежского летающего лыжника неудачной и финну для завоевания второго золота могло хватить прыжка за 85 метров. Канкконен прыгнул на 88 метров, но ошибся на приземлении, коснулся снега рукой и по сумме прыжков проиграл норвежцу три балла.
После олимпийской победы Энган не смог удержаться на высшем уровне. В 1966 году принимал участие в домашнем чемпионате мира, где стал десятым на большом трамплине, после чего принял решение завершить спортивную карьеру.
В 1967-1969 годах был главным тренером сборной Норвегии по прыжкам с трамплина.